# کیم این-سوب
کیم این-سوب (به کره‌ای: 김인섭) (زادهٔ ۲ مارس ۱۹۷۳) کشتی‌گیر بازنشستهٔ اهل کره جنوبی است که در دسته‌های وزنی ۵۸، ۶۳ و ۶۶ کیلوگرم کشتی فرنگی مردان رقابت کرد. او برندهٔ مدال نقرهٔ المپیک ۲۰۰۰ سیدنی و دو مدال طلا (۱۹۹۸، ۱۹۹۹) و یک نقره (۲۰۰۱) از مسابقات قهرمانی کشتی جهان است. او همچنین دو مدال طلای بازی‌های آسیایی (۱۹۹۸، ۲۰۰۲) و دو مدال طلا (۱۹۹۹، ۲۰۰۴) و یک نقره (۱۹۹۷) را از مسابقات قهرمانی کشتی آسیا کسب کرده است. 